# フレンキシェ・アルプ

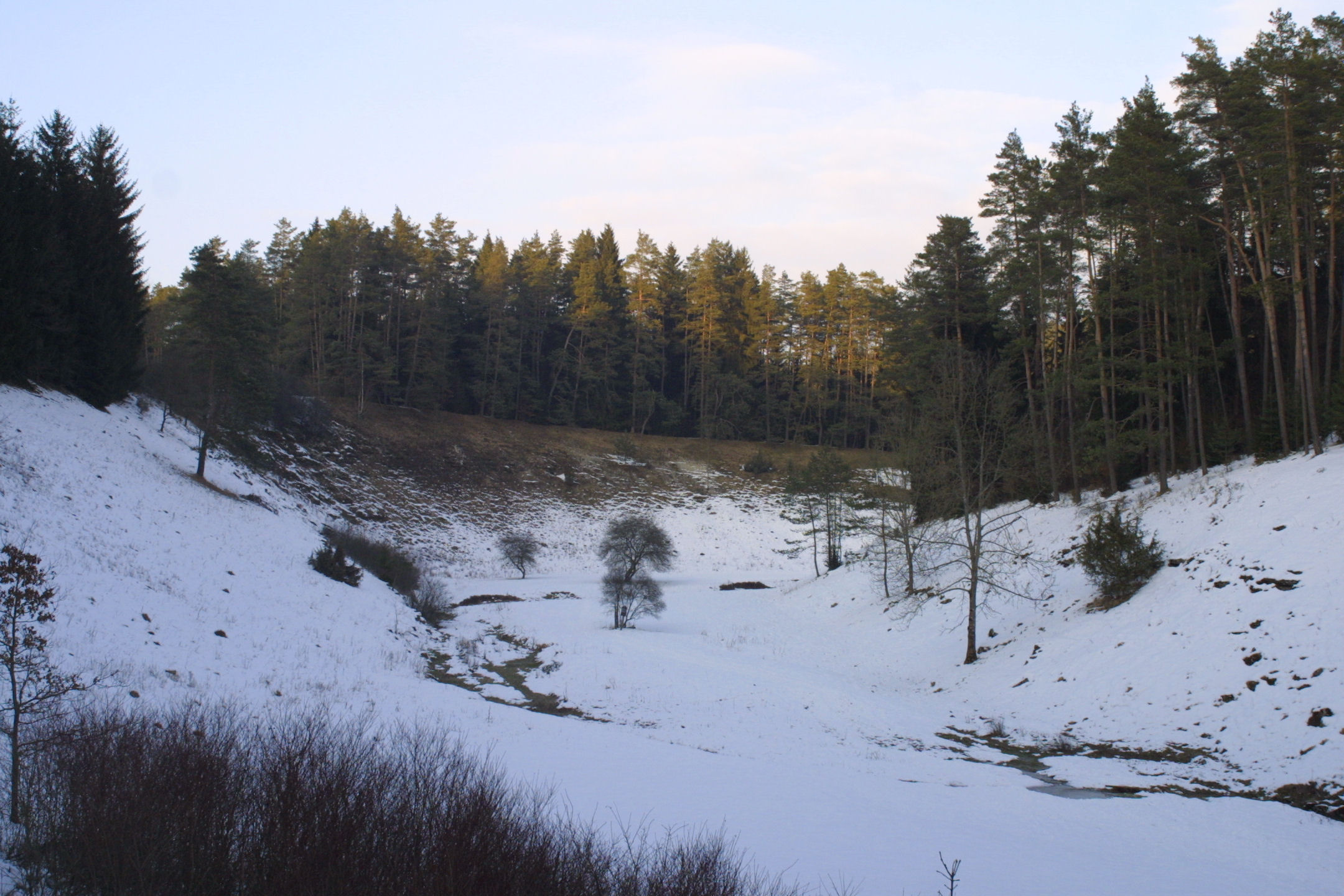
フレンキシェ・シュヴァイツの谷

フレンキシェ・アルプ (ドイツ語: Fränkische Alb)は、ドイツ・バイエルン州フランケン地方の山地。意味は「フランケン地方のアルプス」。ドナウ川とマイン川に挟まれ、標高は600メートル (2,000 ft)で面積は7053.8 km2。
大部分はアルトミュールタール自然公園に指定されている。
シュヴァーベンジュラ山脈の東の続きに相当し、ともにジュラ山脈の一部をなす。二つの山脈はネルトリンガー・リースによって隔てられている。
北部はフレンキシェ・シュヴァイツ (ドイツ語: Fränkische Schweiz)として知られている。